# AntiX Linux
antiX Linux est une distribution Linux dérivée de Debian, adaptée aux ordinateurs vieillissants, depuis les Pentium III.

## Description
antiX existe depuis 2007.
Elle demande peu de ressources (Pentium III, 256 Mo de mémoire vive) et tient sur un CD.

## Spécificités
Cette distribution utilise sysvinit en lieu et place de systemd, pour des raisons qui ne sont pas idéologiques mais techniques[réf. nécessaire].
antiX intègre par défaut les gestionnaires de fenêtres IceWM, Fluxbox et JWM, ainsi que les environnements de bureau ROX et zzzFM, lesquels occupent peu de mémoire vive et d'espace disque, en cohérence avec l'esprit de la distribution.
La distribution intègre les logiciels LibreOffice, Firefox ESR, Claws Mail et SMTube, entre autres. Sont également présents des outils de configuration simplifiés (sous forme de fichiers scripts) tels que l'antiX Control Center ou encore le bloqueur de publicités advert-block, qui écrit dans le fichier hosts.